# Province de Cordoue
Ne doit pas être confondu avec Province de Córdoba (Argentine).
La province de Cordoue (en espagnol : Provincia de Córdoba) est une des huit provinces de la communauté autonome d'Andalousie, dans le sud de l'Espagne.

## Géographie

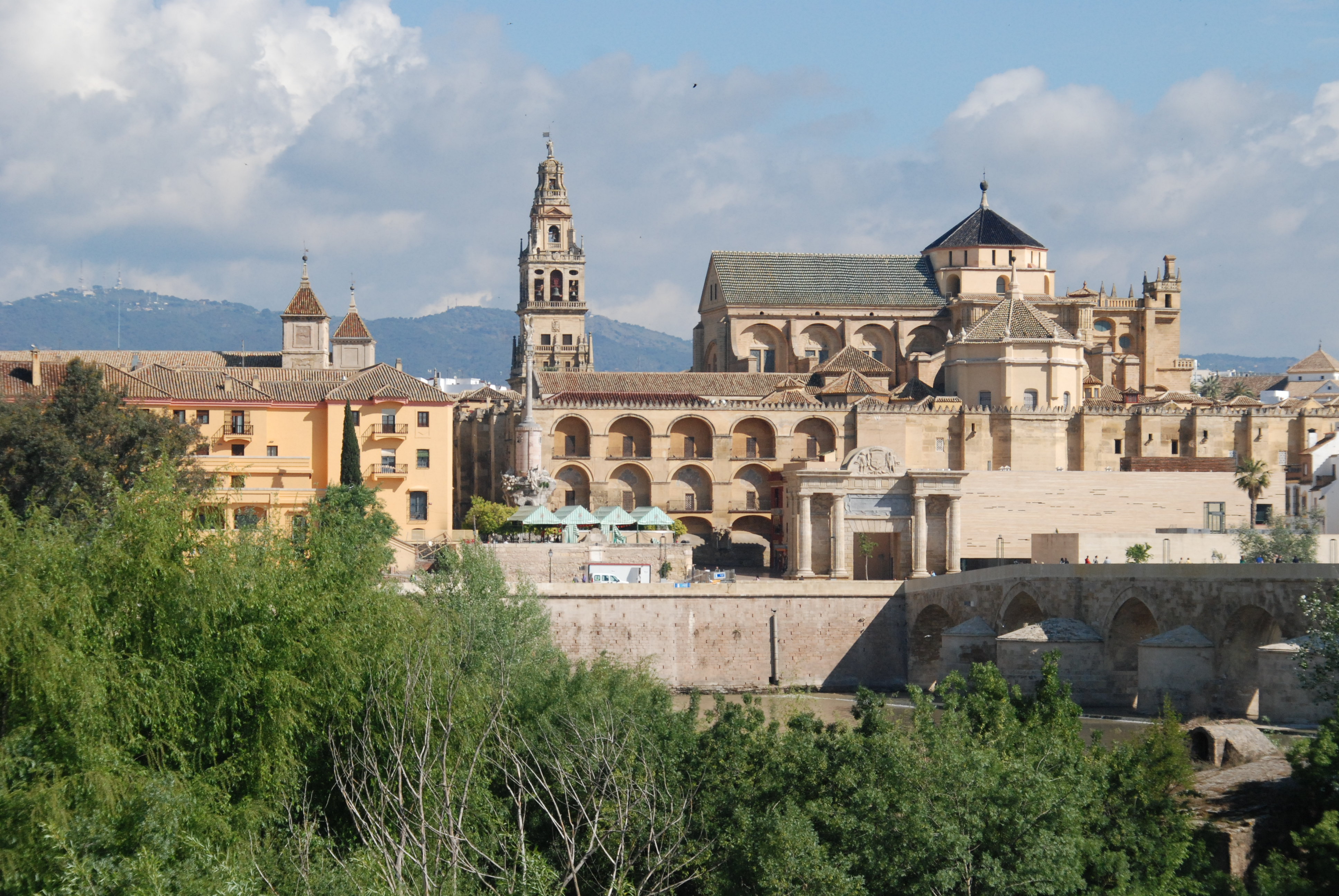
Vue de Cordoue (Espagne)

Située au nord de la communauté autonome, la province de Cordoue couvre une superficie de 13 769 km2.
Elle est bordée au nord par la province de Badajoz (communauté autonome d'Estrémadure) et la province de Ciudad Real (communauté autonome de Castille-La Manche), à l'est par la province de Jaén, au sud-est par la province de Grenade, au sud par la province de Malaga et à l'ouest par la province de Séville. 

## Subdivisions

### Cormarques
La province de Cordoue est subdivisée en huit comarques. La comarque de Cordoue est constituée par la seule commune de Cordoue.
| Comarque                     | Superficie km² | Population 2006 | Carte des comarques |
| ---------------------------- | -------------- | --------------- | ------------------- |
| Haut Guadalquivir            | 1 299          | 44 127          |                     |
| Campiña de Baena             | 725            | 39 260          |                     |
| Campiña Sur Cordobesa        | 1 101,8        | 104 062         |                     |
| Cordoue                      | 1 252          | 322 867         |                     |
| Subbética                    | 1 597          | 123 651         |                     |
| Valle de los Pedroches       | 3 612          | 56 435          |                     |
| Valle del Guadiato           | 2 493          | 32 118          |                     |
| Valle Medio del Guadalquivir | 1 691          | 65 554          |                     |

### Communes
La province compte 75 communes (municipios en espagnol).